# Flugunfall der Japan Air Lines am Mihara-Vulkan
Der Flugunfall der Japan Air Lines am Mihara-Vulkan ereignete sich am 9. April 1952 auf einem Inlandslinienflug der Japan Air Lines vom Flughafen Tokio-Haneda nach Fukuoka mit einem Zwischenstopp in Osaka, der mit einer Martin 2-0-2 der Northwest Airlines (N93043) durchgeführt wurde. Bei dem Unfall starben alle 37 Insassen der Maschine. Es handelt sich somit, gemeinsam mit dem Northwest-Airlines-Flug 421, um den schwersten Flugunfall mit diesem Flugzeugtyp sowie den einzigen tödlichen Unfall einer Martin 2-0-2 außerhalb der USA.

## Flugzeug
Bei der Maschine handelte es sich um eine 1947 gebaute Martin 2-0-2 mit der Werknummer 9164, die am 25. Oktober 1947 an die Northwest Airlines ausgeliefert wurde und seitdem mit dem Luftfahrzeugkennzeichen N93043 in Betrieb war. Am 15. August 1951 verleaste Northwest Airlines die Maschine an Transocean Air Lines, ab dem 25. Oktober 1951 an Japan Air Lines. Die Fluggesellschaft gab der Maschine den Taufnamen Mokusei (Jupiter). Das zweimotorige Kurzstreckenflugzeug war mit zwei Propellertriebwerken des Typs Pratt & Whitney R-2800-CB16 Double Wasp ausgestattet.

## Passagiere und Besatzung
Den Inlandsflug von Tokio-Haneda nach Fukuoka hatten 33 Passagiere angetreten, es befand sich eine vierköpfige Besatzung an Bord.

## Unfallhergang
Die Maschine befand sich unter widrigen Wetterbedingungen etwa 100 Kilometer südlich von Tokio auf dem ersten Flugabschnitt, als sie morgens, um 8:07 Uhr Ortszeit gegen den Mihara-Vulkan auf der Insel Izu-Ōshima prallte und an diesem zerschellte. Alle 37 Insassen kamen dabei ums Leben.

## Ursache
Das Wrack der Maschine wurde Stunden nach dem Aufprall entdeckt. Obwohl der Unfall sorgfältig untersucht wurde, war die Beweisführung dadurch erschwert, dass die Behörden einen beantragten Mitschnitt des Funkverkehrs zwischen der verunglückten Maschine und der Flugsicherung nicht freigaben. In ihrem Abschlussbericht zu dem Unfall gingen die Unfallermittler davon aus, dass die Maschine aufgrund von Navigationsfehlern der Besatzung vom Kurs abgekommen war.